# 天主教韋韋特南戈教區
天主教韋韋特南戈教區（拉丁語：Dioecesis Huehuetenango）是瓜地馬拉一個羅馬天主教教區，屬洛斯阿爾托斯、克薩爾特南戈-托托尼卡潘總教區。
教區是一個自治監督區，成立於1961年7月22日，1967年12月23日升為教區。位於韋韋特南戈省。2010年有教友503,000人（佔轄區總人口70.4%）、廿六個堂區、卅四名司鐸。現任教區主教為阿爾瓦羅·萊昂內爾·拉馬齊尼·伊梅里。